# Catherine d'Aliney d'Elva
Pour les articles homonymes, voir Delva.
Catherine Henriette Marie Josèphe d'Aliney d'Elva, née le 31 mars 1888 à Changé-lès-Laval et décédée le 14 janvier 1977 en son domicile de la rue de Verneuil à Paris, est une personnalité de la noblesse française notamment connue pour avoir été finaliste en simple dames du Championnat de France de tennis en 1907.

## Biographie
Elle est la fille du vicomte Armand d'Aliney d'Elva et de Christine Coulon Desrochers, propriétaires terriens, ainsi que la nièce de Christian d'Elva, sénateur-maire de Changé en Mayenne.
Elle s'est mariée le 23 avril 1908 à Paris avec le baron François Gérard, fils du député du Calvados Maurice Gérard. Ils auront une fille, Antoinette d'Harcourt, amie intime d'Arletty.

## Palmarès (partiel)

### Finale en simple dames
| No | Date       | Nom et lieu du tournoi       | Catégorie | Surface      | Vainqueure         | Score    |          |
| -- | ---------- | ---------------------------- | --------- | ------------ | ------------------ | -------- | -------- |
| 1  | ??/05/1907 | Championnat de France, Paris | G. Chelem | Terre (ext.) | Comtesse de Kermel | 6-1, ab. | Parcours |